# Concierto para siete instrumentos de viento, timbales, percusión y cuerda
El Concierto para siete instrumentos de viento, timbales, percusión y cuerda (Concerto pour 7 instruments à vent, timbales, batterie et orchestre à cordes) es un concierto del compositor suizo Frank Martin.
Compuesto en 1949 para la Musikgesellschaft de Berna. Está dividido en tres partes, el primer movimiento, de forma clásica, Allegro, se abre con los músicos de cuerda solos, y la percusión pasa gradualmente al primer plano. El inquietante segundo movimiento, Adagietto, está marcado como "misterioso y elegante" y se caracteriza por una figura de ostinato en las cuerdas, inicialmente en pizzicato antes de ser retomada por el conjunto. El propio Martin caracterizó el movimiento lento como:

Basado enteramente en un compás constante de dos tiempos, que sirve de acompañamiento a los elementos melódicos: a veces sereno, a veces oscuro y violento. Una frase lírica que se escucha por primera vez en el registro superior del fagot es repetida por el trombón con una suave nobleza en la conclusión.

El director suizo Ernest Ansermet comentaba que este movimiento recordaba a un aria de Bach, aunque al mismo tiempo parecía bastante moderno. El Allegro vivace final, lleno de vida, presenta una serie de solos, en realidad una sonata rondo antes de la coda para orquesta completa.
El Concierto, junto con su Petite Symphonie concertante, ha demostrado ser una de las obras más duraderas de Martin, habiéndose grabado varias veces desde su estreno en Berna bajo la dirección del alemán Luc Balmer en octubre de 1949. La obra dura unos veinte minutos, aunque en las grabaciones siguientes, Ernest Ansermet la dirige en menos de 19 minutos o Matthias Bamert tarda casi 22.